# Кокунько Петро Іванович
Кокунько Петро Іванович (22(10).06.1851–10.06.1939) — отаман Єйського відділу Кубанської облас ті, генерал-лейтенант (1916). Головний хранитель Кубанських військових регалій за кордоном. 

## Життєпис
Народився в станиці Должанська (нині станиця Краснодарського краю, РФ), де його батько, осавул Іван Трохимович, мав рибні промисли. Закінчив Кубанську військову гімназію (1870) і продовжив навчання в Петербурзькому університеті, через рік перейшов на хімічне відділення Технологічного інституту. Під час студентських заворушень залишив інститут і вступив до Олександрівського військового училища. 1878 К. здобув чин хорунжого; після двох років строкової служби призначений викладачем історії та фортифікації у Ставропольське юнкерське училище. 1888, після закінчення військової академії, зарахований до Генштабу, але через два роки вернувся в стрій, командував сотнею 1-го Єкатеринодарського полку, з 1894 — військовий старшина, помічник командира 1-го Хоперського полку, командир 1-го Урупського полку. 1910, з підвищенням в чин генерал-майора, призначений на пост отамана Єйського відділу Кубанської обл. Зарекомендував себе як людина ідеальної чесності та поборник господарських інтересів рядових козаків. Багато уваги приділяв розвитку подвірного конярства. 1917 був представником станиці Уманська (нині станиця Ленінградська Краснодарського краю, РФ) у Кубанській крайовій раді. На початку 1920 Кубанський уряд поставив його на чолі делегації з п'яти осіб для збереження Військових регалій. Він залишався їх беззмінним зберігачем і на еміграції майже до самої смерті.
Помер у м. Земун (нині в межах м. Белград, Сербія).